# Esclaves de Maria Immaculada
Les Religioses Esclaves de Maria Immaculada (en castellà Religiosas Esclavas de María Inmaculada) són un institut religiós femení de dret pontifici, concretament una congregació religiosa de germanes fundada en 1884 per Joana Maria Condesa. Les seves membres, també anomenades Protectores de les Obreres posposen al seu nom les sigles E.M.I.

## Història
La congregació va ser fundada a València el 1884 per Joana Maria Condesa i Lluch (1862-1916) per donar assistència moral i material a les joves obreres que treballaven a la ciutat i la seva rodalia i que, per la seva manca de formació, estaven més exposades en el treball i en el camí cap a la ciutat, que havien de fer soles; a més, tenien menys possibilitats de prosperar laboralment, la qual cosa les duia, en molts casos, a la misèria i la mala vida.

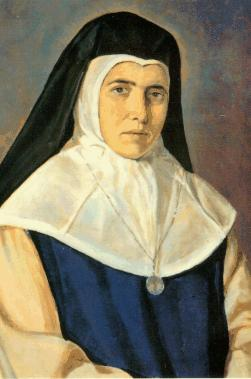
Joana Maria Condesa, fundadora de la congregació, amb l'hàbit tradicional de l'institut.

La fundadora va pensar d'obrir una casa per ajudar-les a viure-hi amb dignitat, fomentant-ne l'educació i formació religiosa i donant-los un sostre, menjar i amor. El cardenal Antolín Monescillo y Viso, arquebisbe de València, no es va mostrar entusiasmat amb el projecte i no li donà suport, d'entrada. Després de molt insistir-hi, l'any 1884 donà el permís per obrir la casa per a les obreres, però sense que hi hagués una congregació religiosa al seu càrrec.
El 25 de març de 1884 obrí les portes l'Asil Protector d'Obreres al carrer de Viana de València i una escola gratuïta per als fills de les obreres. A aquest projecte van unir-se Teresa Ballester, mestra de la fundadora, i dues amigues: Rita Sancho i Maria Gil. La fundació va anar consolidant-se fins que el cardenal Monescillo, abans de marxar a la seu primada de Toledo, autoritzà el projecte inicial i va convertir les Esclaves de Maria Immaculada en un institut de dret diocesà, l'1 de juliol de 1892.
El nou arquebisbe de València, cardenal Sancha, els va imposar l'hàbit el 10 de desembre de 1892. En 1895, el 19 de març, les germanes emetien els seus primers vots amb caràcter temporal. El 8 de setembre de 1911, la fundadora i 18 germanes més van emetre'n els definitius, i el mateix any van redactar-se les primeres constitucions de la congregació, basades en la regla que Ignasi de Loiola va fer per a la Companyia de Jesús i en l'espiritualitat jesuïta, que van ser aprovades per la diòcesi el 30 de març.
La congregació, a poc a poc, es va anar escampant. En 1897, a Manises, s'obri una casa per a la formació de les obreres; en 1900 es funda el noviciat a Burjassot; en 1906, una altra casa per a la formació de les obreres a Aiora i, finalment, en 1912 s'obri una casa a Almansa per a l'educació de xiquets i obreres. En 1919, la congregació s'integrà a la família carmelitana.
El decret d'aprovació pontifici es va rebre el 14 d'abril de 1937. Les constitucions es van aprovar el 27 de gener de 1947, el 27 de gener, per Pius XII.
Al llarg del segle XX ha anat obrint cases a: Madrid, Barcelona, Pamplona, Alhama de Murcia, Tabernas (Almeria) i El Ejido (Almeria). En 1931 la congregació s'establí a Roma i, més tard, a Golasecca (Varese). En 1969 s'inaugura la primera casa en Amèrica, en Caldera, a la Tercera Región de Xile. Altres fundacions van ser les de Panamà (1977), Canamá (Perú, en 1986) o Medellín (Colòmbia) el 2004.

## Activitats i difusió
Les Esclaves de Maria Immaculada treballen per a la protecció de les joves, especialment treballadores i en situacions difícil, com les immigrants. Les acullen en residències mentre no tenen treball i les ajuden a trobar-lo. Igualment, acullen joves estudiants que es preparen per a la inserció laboral. En el camp de la formació, ofereixen formació i tenen col·legis per a impartir una educació cristiana. L'apostolat en comunitats amb problemes, obrers i immigrants i en parròquies, a més del treball en establiments benèfics són altres de les seves activitats.
Són presents a Espanya, Itàlia i Hispanoamèrica (Colòmbia, Panamà, Perú i Xile), amb la seu general a València.
Al final del 2005 l'institut tenia 91 religioses en 21 cases.